# John Quick
Pour les articles homonymes, voir Quick.
Sir John Quick, né le 22 avril 1852 « près de St Ives » et mort le 17 juin 1932 à Camberwell, est un juriste et homme politique australien.

## Biographie

### Jeunesse et débuts
Il est l'unique enfant d'un fermier qui quitte la Cornouailles anglaise quand l'enfant a 2 ans pour installer la famille à Bendigo, dans la colonie britannique du Victoria en Australie. Son père meurt d'une fièvre en prenant part à la ruée vers l'or de cette colonie. John quitte l'école à l'âge de 10 ans et enchaîne les emplois manuels dans une usine de fonderie, dans une mine puis dans un atelier d'imprimerie. Il devient successivement journaliste de terrain pour deux journaux de Bendigo, puis part à Melbourne pour y terminer sa scolarité. Grâce à une bourse d'études, il étudie le droit à l'université de Melbourne, et est appelé au barreau du Victoria en 1878. Dans le même temps, il devient directeur de l'équipe consacrée au suivi des informations parlementaires au quotidien The Age,.

### Entrée en politique
S'étant établi à nouveau à Bendigo, il est élu député de la ville à l'Assemblée législative du Victoria aux élections de 1880. Il mène campagne activement pour l'unification des colonies britanniques d'Australie en une fédération, même après la perte de son siège de député en 1889. Il publie en 1896 un pamphlet influent sur la voie pratique à suivre en vue de cette unification, et est élu en 1897 parmi les représentants du Victoria à la Convention fédérale australasienne qui prépare la Constitution de l'Australie. Le 1er janvier 1901, jour de la naissance de la fédération, il est fait chevalier en reconnaissance de ses efforts pour la faire aboutir. Cette même année, il publie avec Robert Garran (en) un épais ouvrage, The Annotated Constitution of the Australian Commonwealth, présentant la Constitution annotée et retraçant dans le détail l'histoire du mouvement pour la fédération.
Seul candidat dans la circonscription de Bendigo aux premières élections fédérales en 1901, il entre à la Chambre des représentants d'Australie comme membre du Parti protectionniste. Il est nommé ministre des Postes dans l'éphémère gouvernement de coalition des partis conservateurs mené par Alfred Deakin de juin 1909 à avril 1910.

### Après la politique

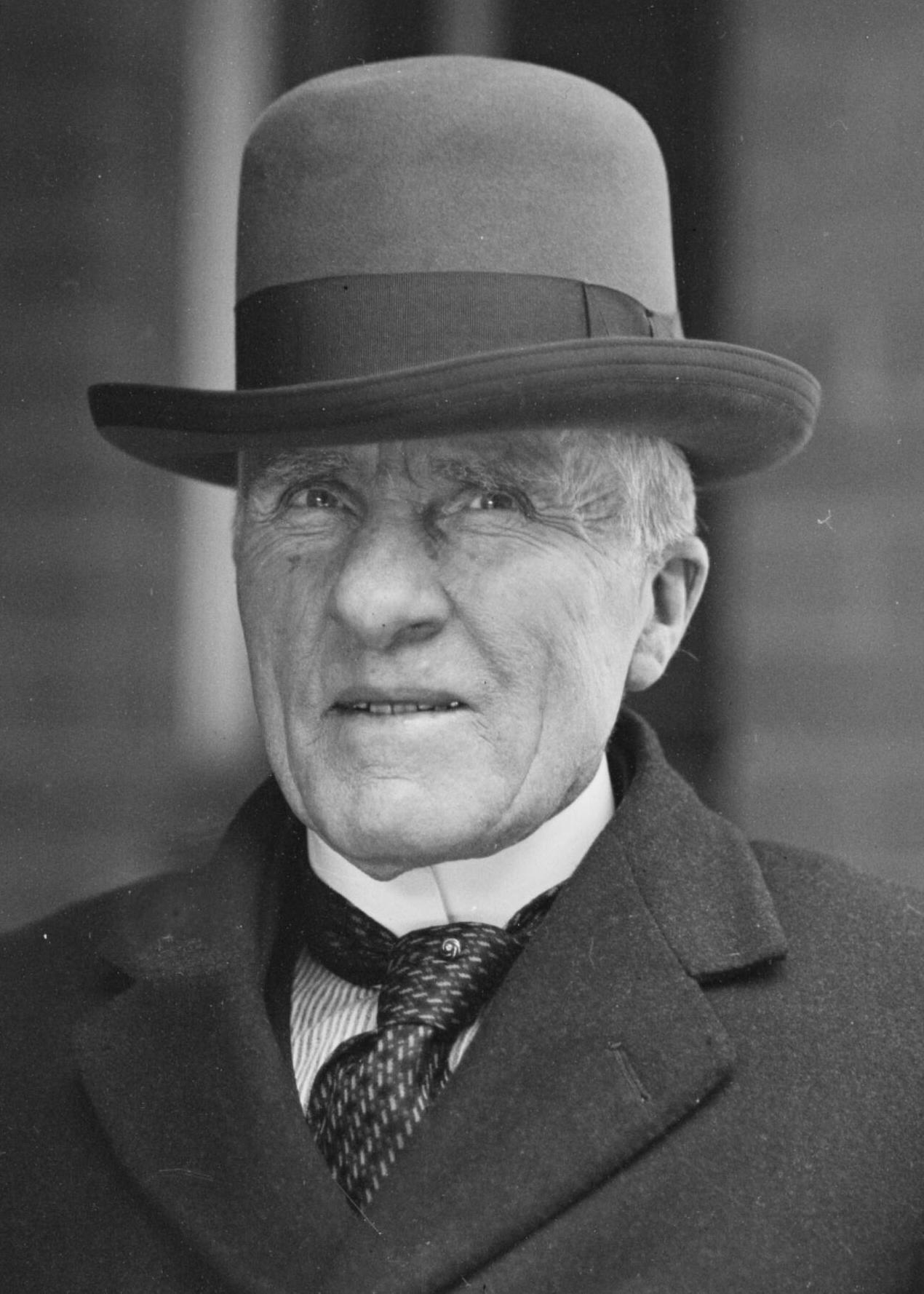
John Quick en 1930.

Battu dans sa circonscription aux élections de 1913, il se consacre à son métier d'avocat et à l'écriture d'ouvrages d'histoire politique et juridique, et d'explication de droit constitutionnel fédéral et de droit victorien. De 1922 à 1930 il est le vice-président de la Cour fédérale de conciliation et d'arbitrage des conflits sociaux. À sa retraite, il commence un long travail en vue d'une encyclopédie biographique de la littérature australienne. Il meurt en 1932, et l'ouvrage, complété par Edmund Morris Miller, est publié en deux volumes en 1940 sous le titre Australian Literature from its Beginnings.
Décrit par la Dictionary of Australian Biography comme « un homme qui ne doit sa réussite qu'à lui-même et qui s'est sorti de la pauvreté [...] pour devenir l'un des 'Pères fondateurs' » de la fédération australienne, il est commémoré par un buste dans un jardin public à Bendigo.